# Juozas Budraitis
Juozas Stanislavas Budraitis (* 6. října 1940 Liepynai, Šiauliaiský kraj) je litevský herec.
Vystudoval práva na Vilniuské univerzitě. V roce 1961 byl poprvé obsazen do filmu Když se slévají řeky. Vystudoval scenáristiku a režii na VGIK. Od roku 1979 byl členem Státního dramatického divadla v Kaunasu.
Ztvárnil hlavní roli v koprodukčním filmu Jana Schmidta Kolonie Lanfieri. Dalšími výraznými postavami byl francouzský král v Kozincevově adaptaci Krále Leara, Felicio ve filmu To sladké slovo svoboda, (režie Vitautas Žalakevičius), Alexej Bartěněv ve filmu Poraněná ptáčata (režie Nikolaj Gubenko), Pavel Kuzněcov ve filmu Návrat z kosmu (režie Alexandr Surin) a Richard Sorge ve filmu Boj o Moskvu (režie Jurij Ozerov).
V roce 1982 byl jmenován národním umělcem Litevské SSR, v roce 2003 získal Řád za zásluhy Litvy a v roce 2013 Litevskou státní cenu za kulturu a umění.
Vedle herectví se věnuje také fotografování a po vyhlášení litevské nezávislosti začal působit v diplomatických službách. V letech 1996 až 2010 byl litevským kulturním atašé v Moskvě.
Jeho syn Martynas Budraitis je také hercem.